# Краснослудское сельское поселение
Краснослудское се́льское поселе́ние — бывшее муниципальное образование в Добрянском муниципальном районе Пермского края Российской Федерации.
Административный центр — деревня Залесная.

## История
Статус и границы сельского поселения установлены Законом Пермской области от 10 ноября 2004 года № 1743—358 «Об утверждении границ и о наделении статусом муниципальных образований административной территории города Добрянки Пермского края»
Упразднено в 2019 году вместе с другими поселениями муниципального района путём их объединения в Добрянский городской округ.

## Население
| 2010  | 2012  | 2013  | 2014  | 2015  | 2016  | 2017  |
| ----- | ----- | ----- | ----- | ----- | ----- | ----- |
| 1959  | ↗2025 | ↗2178 | ↗2218 | ↗2269 | ↗2314 | ↗2327 |
| 2018  | 2019  |       |       |       |       |       |
| ↗2398 | ↗2415 |       |       |       |       |       |

## Населённые пункты
В состав сельского поселения входили 13 населённых пунктов:
| №  | Населённый пункт | Тип                 | Население |
| -- | ---------------- | ------------------- | --------- |
| 1  | 5 км             | посёлок при станции | 328       |
| 2  | Адищево          | деревня             | ↗4        |
| 3  | Бобки            | деревня             | 174       |
| 4  | Бобки            | посёлок при станции | 80        |
| 5  | Боровково        | деревня             | 35        |
| 6  | Гари             | деревня             | 221       |
| 7  | Городище         | деревня             | 11        |
| 8  | Ельники          | деревня             | 4         |
| 9  | Залесная         | деревня             | 419       |
| 10 | Конец Гор        | деревня             | 2         |
| 11 | Красная Слудка   | село                | 50        |
| 12 | Кулигино         | деревня             | 63        |
| 13 | Пальники         | посёлок при станции | ↘568      |